# Phoenicoprocta frontalis
Phoenicoprocta frontalis là một loài bướm đêm thuộc phân họ Arctiinae, họ Erebidae. Được phát hiện lần đầu tiên trong năm 1836 tại đảo Puerto Rico, Mỹ.